# كلاش أوف تشامبينس (2020)
كلاش أوف تشامبينس 2020 (بالإنجليزية: Clash of Champions (2020))‏ هو عرض مصارعة محترفة من فئة الدفع مقابل المشاهدة وهو العرض الرابع من سلسلة عروض كلاش أوف تشامبينس. سيتم عرضه في 27 سبتمبر 2020 في مدينة أورلاندو بولاية فلوريدا الأمريكية. وهو العرض الأول من عروض كلاش أوف تشامبينس بلا جمهور بسبب جائحة كوفيد-19.

## وصلات خارجية
- الموقع الرسمي
- WWE ThunderDome Frequently Asked Questions